# Robert Hale (Sänger)
Robert Hale (* 22. August 1933 in Kerrville, Texas; † 23. August 2023 in Kalifornien, USA) war ein US-amerikanischer Opernsänger (Bassbariton).

## Leben
Hale absolvierte 1955 das Bethany-Peniel College (jetzt Southern Nazarene University). Zu seinen Gesangslehrern gehörte der Tenor Léopold Simoneau.
Hale debütierte 1965 in Denver und sang dann an der New York City Opera, ehe er nach Europa kam, wo er zunächst an der Oper Frankfurt, am Opernhaus Zürich und am Staatstheater Wiesbaden engagiert war. Seine anfänglichen Rollen aus dem Belcanto-Repertoire gab er, nachdem er 1978 mit großem Erfolg in Wiesbaden die Titelpartie in Der fliegende Holländer verkörpert hatte, zugunsten von Partien in Opern von Richard Wagner auf. In diesem Fach machte er international Karriere. Er galt als einer der führenden Interpreten der Rolle des Wotan in Wagners Der Ring des Nibelungen seiner Zeit. In dieser Partie trat er an der Deutschen Oper Berlin, der Staatsoper Wien sowie in Paris, München, Hamburg, Köln, Tokyo, Sydney, San Francisco, Washington und an der New Yorker Metropolitan Opera auf.
Robert Hale starb einen Tag nach seinem 90. Geburtstag in seinem Haus in Kalifornien.

## Privates
Robert Hale war bis 2005 mit der dänischen Sopranistin Inga Nielsen verheiratet. Ab 2012 war er mit der US-amerikanischen Sopranistin Julie Davies verheiratet, mit der er seit 2009 zusammenarbeitete.

## Diskografie

### CD
- Händel: Messiah Mit u. a. Margaret Marshall, Charles Brett, Catherine Robbin, Anthony Rolfe Johnson, Monteverdi Choir, English Baroque Soloists, Dirigent: John Eliot Gardiner (Philips; 1983)
- Massenet: Manon. Mit u. a. Beverly Sills,  Plácido Domingo, Richard Fredericks, Chor und Orchester der New York City Opera, Dirigent: Julius Rudel (Opera Viva; 1990)
- Wagner: Der fliegende Holländer. Mit u. a. Hildegard Behrens, Josef Protschka, Kurt Rydl, Wiener Philharmoniker, Dirigent: Christoph von Dohnányi (Decca; 1994)
- Wagner: Das Rheingold. Mit u. a. Hanna Schwarz, Nancy Gustafson, Peter Schreier, Eike Wilm Schulte, Cleveland Orchestra, Dirigent: Christoph von Dohnányi  (Decca; 1995)
- Schumann: Das Paradies und die Peri. Mit u. a. Julia Faulkner, Heidi Grant Murphy, Robert Swensen, Staatskapelle Dresden, Dirigent: Giuseppe Sinopoli (Deutsche Grammophon; 1995)
- Wagner: Die Walküre. Mit u. a. Gabriele Schnaut, Poul Elming, Alfred Muff, Anja Silja, Cleveland Orchestra, Dirigent: Christoph von Dohnányi (Decca; 1997)
- Wagner: Der Ring des Nibelungen. Mit u. a. Chor und Orchester der Bayerischen Staatsoper, Dirigent: Wolfgang Sawallisch (EMI Classics; 1998)
- Song of Love. Mit Inga Nielsen, Dänisches Radio-Sinfonieorchester, Dirigent: David Firman (EMI Classics; 1998)
- Strauss: Salome. Mit u. a. Inga Nielsen, Reiner Goldberg, Anja Silja, Dänisches Radio-Sinfonieorchester, Dirigent: Michael Schønwandt (Chandos; 1999)

### DVD
- Strauss: Die Frau ohne Schatten, Wiener Philharmoniker, Dirigent: Sir Georg Solti (Decca; 1992)
- Schreker: Die Gezeichneten, Deutsches Symphony-Orchester Berlin, Dirigent: Kent Nagano (EuroArts; 2005)